# III. třída okresu Frýdek-Místek 2003/2004
V soubojích fotbalové III. třídy okresu Ostrava-město 2003/2004, jedné ze skupin 8. nejvyšší fotbalové soutěže, se utkalo 13 týmů dvoukolovým systémem podzim – jaro. Tento ročník skončil v červnu 2004. Postup do II. třídy okresu Frýdek-Místek 2004/2005 si zajistil tým TJ Beskyd Bukovec. Vítězný tým FC Horní Bludovice se přesunul do II. třídy okresu Karviná. Nikdo nesestoupil - jedná se o nejnižší soutěž.

## Výsledná tabulka
| Poř. | Tým                              | Z  | V  | R | P  | VG | OG | B  |
| ---- | -------------------------------- | -- | -- | - | -- | -- | -- | -- |
| 1.   | FC Horní Bludovice               | 24 | 21 | 2 | 1  | 89 | 31 | 65 |
| 2.   | TJ Beskyd Bukovec                | 24 | 17 | 2 | 5  | 76 | 31 | 53 |
| 3.   | FC Kozlovice „B“                 | 24 | 15 | 4 | 5  | 52 | 28 | 49 |
| 4.   | TJ Dobratice                     | 24 | 13 | 3 | 8  | 42 | 32 | 42 |
| 5.   | SK Pržno                         | 24 | 10 | 7 | 7  | 58 | 44 | 37 |
| 6.   | SK Metylovice „B“                | 24 | 10 | 3 | 11 | 46 | 48 | 33 |
| 7.   | Raškovice „B“                    | 24 | 9  | 6 | 9  | 67 | 54 | 33 |
| 8.   | Finstal Lučina                   | 24 | 10 | 2 | 12 | 43 | 51 | 32 |
| 9.   | První SC Staré Město „B“         | 24 | 9  | 4 | 11 | 42 | 52 | 31 |
| 10.  | TJ Tošanovice                    | 24 | 7  | 3 | 14 | 33 | 52 | 24 |
| 11.  | TJ Milíkov                       | 24 | 6  | 2 | 16 | 32 | 58 | 20 |
| 12.  | TJ Janovice „B“                  | 24 | 4  | 2 | 18 | 25 | 84 | 14 |
| 13.  | TJ Sokol Kunčice pod Ondřejníkem | 24 | 4  | 2 | 18 | 38 | 68 | 14 |

Poznámky:
- Z = Odehrané zápasy; V = Vítězství; R = Remízy; P = Prohry; VG = Vstřelené góly; OG = Obdržené góly; B = Body; (S) = Mužstvo sestoupivší z vyšší soutěže; (N) = Mužstvo postoupivší z nižší soutěže (nováček)

|  | Postup do II. třídy okresu Frýdek-Místek 2004/2005 |